# Osloer Straße (metrostation)
Osloer Straße is een station van de metro van Berlijn, gelegen onder de kruising van de Osloer Straße en de Schwedenstraße in het Berlijnse stadsdeel Gesundbrunnen. Het metrostation werd geopend op 30 april 1976 en wordt bediend door de lijnen U8 en U9, waarvan het voor laatstgenoemde lijn het eindpunt is. Bovengronds kan worden overgestapt op een tweetal tramlijnen, die het eerste na 1990 nieuwgebouwde tramtraject in voormalig West-Berlijn bedienen.

## Geschiedenis
Reeds aan het begin van de 20e eeuw bestonden er plannen voor een metrostation aan de Osloer Straße: de door AEG voorgestelde Gesundbrunnen-Neukölln-Bahn zou er zijn noordelijk eindpunt krijgen. De bouw van deze lijn begon in 1913, maar kwam door de Eerste Wereldoorlog en de economische crisis die erop volgde tot stilstand. Na de liquidatie van metrobouwer AEG-Schnellbahn-AG vervielen de reeds gereed gekomen lijnstukken aan de stad, die de werkzaamheden in 1926 liet voortzetten. In 1930 kwam de GN-Bahn (lijn D, tegenwoordig U8) gereed, zij het slechts tot station Gesundbrunnen. Het noordelijke deel van de lijn, dat in de plannen van AEG als luchtspoor over de Schwedenstraße naar de Osloer Straße zou hebben geleid en na de overname van het project door de stad als tunneltracé voorzien was, moest op een later tijdstip volgen. In de dertiger jaren was er echter geen geld beschikbaar voor de bouw van nieuwe metrolijnen; decennialang zou lijn D blijven eindigen in station Gesundbrunnen.
De deling van de Duitse hoofdstad in een oostelijk en een westelijk deel maakten de plannen voor een metrostation onder de Osloer Straße weer actueel. Aangezien het historische centrum in Oost-Berlijn was komen te liggen, bouwde men in het westen een tangentiële noord-zuidlijn die de oude binnenstad omzeilde en dichtbevolkte buitenwijken met het nieuwe West-Berlijnse centrum rond de Kurfürstendamm en Bahnhof Zoo verbond. Eind augustus 1961, slechts twee weken nadat de Muur de stad fysiek spleet, kwam het eerste deel van deze lijn G, de huidige U9 in gebruik tot aan de Leopoldplatz. Verdere verlenging van de lijn naar het noorden, waar een aansluiting op de U8 zou ontstaan, behoorde al tot de plannen en zou spoedig volgen. Een overstapmogelijkheid op de U8 in het noorden van de stad werd belangrijk geacht, omdat deze lijn door de bouw van de Muur danig verzwakt was. Deze lijn behoorde namelijk tot het westelijke net, maar verliep deels over Oost-Berlijns grondgebied. Vanaf 1961 sloeg de U8 alle stations in het tot de oostsector behorende Berlin-Mitte over. Ten noorden van de sectorgrens had de lijn nog slechts twee stations (Voltastraße en Gesundbrunnen), die slechts met een omweg vanuit het zuiden en na een lange rit zonder haltes bereikt konden worden. Daarnaast was men voor het onderhoud van de sporen afhankelijk van de oostelijke autoriteiten.
In 1973 ging bij de Osloer Straße de eerste spade in de grond. Er werd een overstaption gebouwd met elkaar kruisende eilandperrons op twee niveaus, het bovenste voor de U9, het onderste voor de U8, beide bereikbaar vanaf een tussenverdieping. Ten westen van het station legde men een verbindingsspoor tussen beide lijnen aan; hierdoor kon transitverkeer via de DDR voortaan indien nodig vermeden worden. Op 30 april 1976 werd station Osloer Straße ingehuldigd als het nieuwe eindpunt van de U9, de U8 bereikte het station op 5 oktober 1977. Een kleine tien jaar later zou de U8 nog verder naar het noorden verlengd worden, de U9 eindigt nog altijd aan de Osloer Straße.

## Ontwerp
Het ontwerp van metrostation Osloer Straße is van de hand van Rainer Rümmler, die voor vrijwel alle Berlijnse metrostations uit de periode 1970-1995 tekende. Beide niveaus hebben een vrijwel identiek uiterlijk en worden gedomineerd door afbeeldingen van de Noorse vlag, die over de gehele lengte van de wanden langs de sporen geplaatst zijn. De overige wanden werden bekleed met zilverkleurige metaalplaten. Aanvankelijk verschilde wel de kleur van het dak: geel bij de U8, blauw bij U9, maar inmiddels is het plafond op beide niveaus wit geschilderd.

Tussen 2003 en 2004 onderging het station van de U8 een renovatie. De metalen panelen langs de wanden werden vervangen en kregen de kleur donkerblauw die kenmerkend is voor de lijn. De asfaltvloer van het perron moest wijken voor een plaveisel van granieten tegels. Een jaar later werd het niveau van de U9 op gelijke wijze gemoderniseerd. Hier koos men voor de wandbekleding een donkerrode kleur.